# The Invisible
Pour les articles homonymes, voir Invisible (homonymie).
Pour plus de détails, voir Fiche technique et Distribution.
The Invisible ou Invisible au Québec est un thriller américano-suédois réalisé par David S. Goyer et sorti en 2007. Il s'agit d'une adaptation du roman Den Osynlige de Mats Wahl.

## Synopsis
Nicholas Powell, surnommé Nick, est un élève brillant. Il planifie son départ pour Londres afin de suivre des études d'écriture poétique. Il finance tout cela en vendant des devoirs, sous le manteau, pour les examens, à des camarades de classe. Sa mère, qui l'élève seule depuis la disparition de son père à l'age de 13 ans, refuse catégoriquement cette idée et n'envisage pas de perdre son fils qui remplit désormais sa vie. Son camarade Pete, pensant que Nick est déjà à Londres comme il était prévu, ne sait pas que la mère de ce dernier a découvert le départ de son fils, inopinément, et que le voyage, de fait, est annulé. Pete dénonce alors son meilleur camarade Nick, afin d'échapper à la violence d'Annie, une camarade de classe, qui le soupçonne de l'avoir dénoncée à la police pour un vol de bijoux qu'elle a commis la veille au soir, pensant alors que Nick ne risque plus rien, au moins momentanément, étant à Londres.
Annie, pleine de haine et de vengeance, pensant connaître le coupable de sa dénonciation, alors qu'en réalité, c'est Marcus, son petit ami qui l'a dénoncée, décide, avec des camarades délinquants, d'attendre Nick au sortir d'une fête de fin d'année et de lui faire payer sa dénonciation supposée. En rentrant chez lui à pied, Nick, alcoolisé, se fait agresser dans un parc, par Annie et les siens. La bagarre dégénère rapidement et Nick, accidentellement, est finalement laissé pour mort et caché comme tel dans un égout.
Le lendemain matin, il a beau être là, c’est comme si tout le monde l’ignorait et faisait semblant de ne pas le voir. Il comprend qu’il est devenu un fantôme invisible , entre la vie et la mort. Il doit alors rapidement convaincre Annie de son innocence, qui le déteste car il représente, aux yeux de celle-ci, cette classe sociale bourgeoise, riche et insolente, qui l'écrase de son mépris, s'il veut survivre. Une relation vitale, entre les deux adolescents, Nick et Annie, que tout oppose, va se nouer et créer une très belle intensité dramatique.

## Fiche technique
Sauf indication contraire, les informations mentionnées dans cette section peuvent être confirmées par la base de données cinématographiques IMDb,  présente dans la section « Liens externes ».
- Titre original français : The Invisible
- Titre québécois : Invisible
- Réalisation : David S. Goyer
- Scénario : Mick Davis et Christine Roum, d'après le roman Den Osynlige de Mats Wahl
- Musique : Marco Beltrami
- Direction artistique : Michael Norman Wong
- Décors : Carlos Barbosa
- Costumes : Tish Monaghan
- Photographie : Gabriel Beristain
- Montage : Conrad Smart
- Production : Gary Barber, Roger Birnbaum, Neal Edelstein, Jonathan Glickman et Mike Macari

Producteurs délégués : William S. Beasley et Peter Possne
- Sociétés de production : Hollywood Pictures, Spyglass Entertainment, Birnbaum/Barber Productions, Macari/Edelstein, Limbo Productions et Sonet Film AB
- Sociétés de distribution : Buena Vista Pictures Distribution (États-Unis, Canada), Buena Vista International (France)
- Budget : N/A
- Pays de production :  États-Unis,  Suède,  Afrique du Sud
- Langue originale : anglais
- Format : couleur - 2.35:1 - 35 mm - son : DTS / Dolby Digital / SDDS
- Genre : thriller, fantastique, drame
- Durée : 102 minutes
- Dates de sortie[1] :
  - Belgique : 8 avril 2007 (festival international du film fantastique de Bruxelles)
  - États-Unis : 27 avril 2007
  - France : 18 juillet 2007
- Classification[2] :
  - États-Unis : PG-13
  - France : tous publics

## Distribution
- Justin Chatwin (VF : Sébastien Desjours[3])  : Nick Powell
- Margarita Levieva (VF : Sandra Valentin[3]) : Annie Newton
- Marcia Gay Harden (VF : Maïté Monceau[3]) : Diane Powell
- Chris Marquette (VF : Julien Sibre[3]) : Pete Egan
- Callum Keith Rennie (VF : Bruno Choel[3]) : l'inspecteur Brian Larson
- Michelle Harrison (VF : Julie Dumas[3]) : l'inspectrice Kate Tunney
- James Mythen (VF : Lewis Weill[3]) : Victor Newton
- Alex O'Loughlin (VF : David Kruger[3]) : Marcus Bohem

## Production

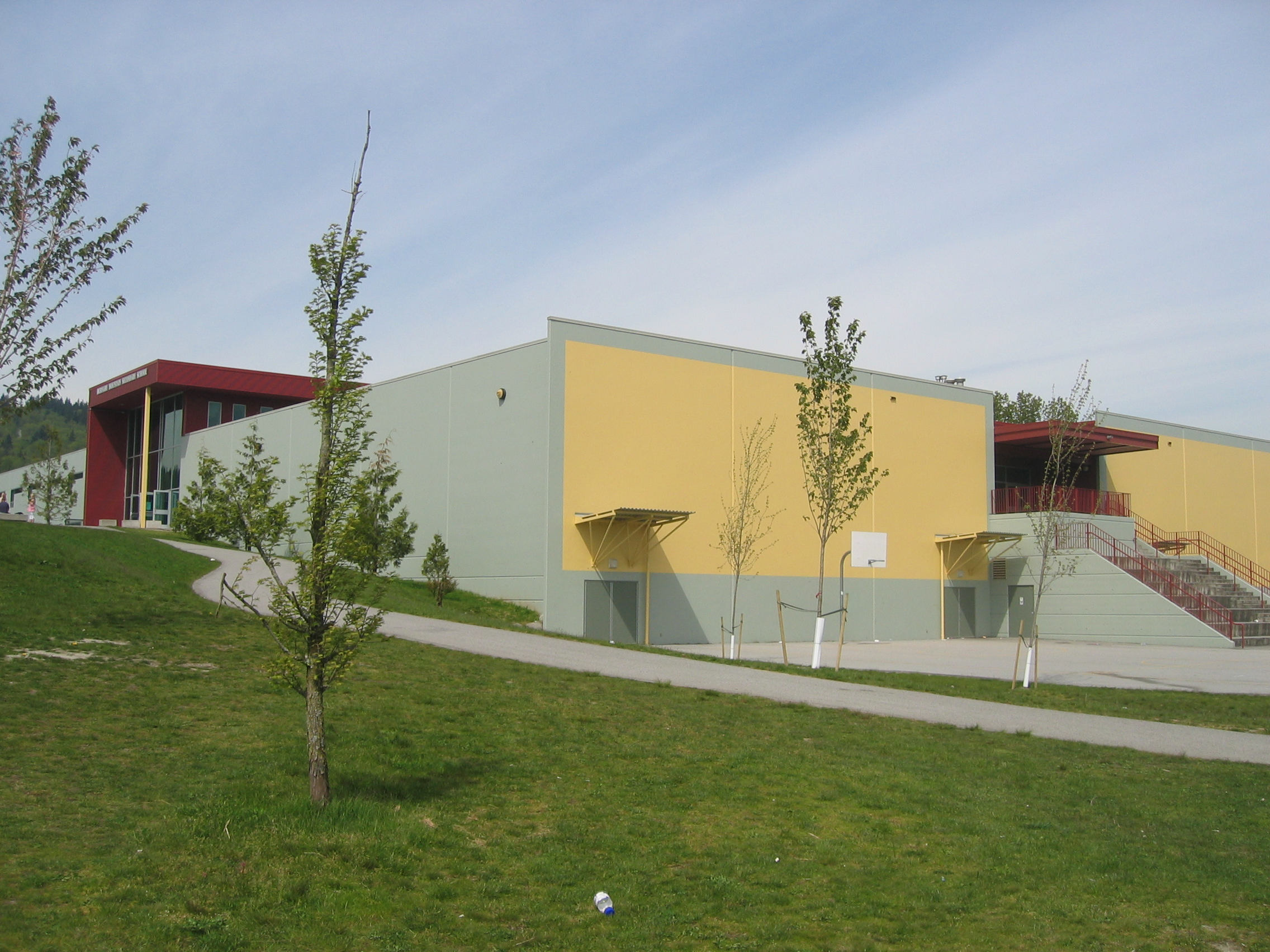
Le lycée de Burnaby sert de décor au tournage

Le tournage a lieu au Canada, notamment à Vancouver (parc Stanley, ...), Burnaby ainsi que le Mount Seymour Provincial Park (en).

## Différences avecDen Osynlige
(août 2024).
- Si vous ne connaissez pas le sujet, laissez ce bandeau (vous pouvez alors contacter les auteurs).
- Si vous supprimez le contenu mis en cause (vous pouvez préalablement contacter les auteurs),

argumentez précisément cette suppression dans la page de discussion
(un manque de référence n'est pas un argument ; une recherche réelle de référence doit avoir été effectuée, être formellement documentée).
Il existe une différence entre le premier film Den Osynlige et cette second adaptation du roman. Dans l'original, Nick Powell se nomme Niklas, et ne reprend pas conscience à la fin du film. Amelie devient Annie, et ne meurt pas à la fin de l'original, mais confesse son crime et demande pardon à la mère de Nick.